# Antelme Édouard Chaignet
Antelme Édouard Chaignet [ejtsd: senyé] (Párizs, 1819. szeptember 9. – Poitiers, 1901. május 3.) francia filozófus, történész, egyetemi tanár.

## Élete
Bölcsészdiplomát szerzett, majd korrepetitor, később középiskolai tanár lett La Flèche-ben a katonai középiskolában (Pritanée national militaire). 1862-ben doktorált, 1863-tól a Poitiers-i Egyetemen tanította az ókori irodalmat, s ahol dékáni funkciót is betöltött. 1879-től 1890-ig, nyugdíjba vonulásáig a Poitiers-i Oktatási Központ (akadémia) rektora volt.

## Nevezetesebb művei
- Principes de la science du beau (1865)
- Sur les formes diverses du chœur dans la tragédie grecque (1865)
- La vie et les écrits de Platon (1871; koszorus mű)
- Pythagore et la philosophie pythagorienne (1873; 2. kiadás 1875; 2 kötet)
- La philosophie de la science du langage (1875)
- La tragédie grecque (1877)
- Essai sur la psychologie d’Aristote (1884)
- Histoire de la psychologie des Grecs (1887-90, 3 kötet)
- La rhétorique et son histoire (1884)